# Tour d'Espagne 1995
La 50e édition du Tour d'Espagne s'est déroulée du 2 au 24 septembre, entre Saragosse et Madrid. C'est la première fois depuis 1950 que la Vuelta est courue au mois de septembre, afin d'aérer le calendrier international au printemps, et d'augmenter l'intervalle avec le Tour d'Italie disputé au mois de mai et le Tour de France au mois de juillet.
Cette édition a compté 21 étapes pour un total de 3 750 kilomètres. Elle fut remportée par le Français Laurent Jalabert (ONCE), à la moyenne générale de 39,246 km/h. Il est accompagné sur le podium par l'Espagnol Abraham Olano et le Belge Johan Bruyneel.
En plus du classement général, Laurent Jalabert remporte également le classement par points et le Grand Prix de la montagne, signant ainsi un rare triplé, réalisé seulement avant lui par Eddy Merckx sur le Tour d'Italie 1968 et le Tour de France 1969 et par Tony Rominger sur le Tour d'Espagne 1993.

## Participation

### Equipes
| Équipes professionnelles (20)- Mapei-GB-Latexco - Artiach - Banesto - Carrera Jeans-Tassoni - Castellblanch-Deportpublic-Otero-Mx Onda - Chazal-MBK-König - Euskadi - Gan - Gewiss-Ballan - Kelme-Sureña-Avianca - Festina-Lotus - Motorola - Novell - ONCE - Polti-Granarolo-Santini - Mercatone Uno-Saeco - Santa Clara-Cadena Master - Sicasal-Acral - Deutsche Telekom - TVM-Polis Direct |
| |

### Principaux favoris
L'équipe Mapei arrive sur la Vuelta 1995 dans des conditions particulières puisque son leader, l'Espagnol Fernando Escartin vient d'annoncer son départ pour la Kelme. Bien que neuvième de la précédente édition, il est écarté par son équipe, qui reporte ses ambitions sur Abraham Olano. Sont également au départ Laurent Jalabert, Alex Zülle, l'ancien vainqueur Melchor Mauri, Marco Pantani et Jan Ullrich.

## Étapes
| Étape     | Date              | Villes étapes                                          |                             | Distance (km)    | Vainqueur d’étape   | Leader du classement général |
| --------- | ----------------- | ------------------------------------------------------ | --------------------------- | ---------------- | ------------------- | ---------------------------- |
| Prologue  | sam. 2 septembre  | Saragosse                                              | Contre-la-montre individuel | 7                | Abraham Olano       | Abraham Olano                |
| 1re étape | dim. 3 septembre  | Saragosse - Logroño                                    | Étape de plaine             | 186,6            | Nicola Minali       | Abraham Olano                |
| 2e étape  | lun. 4 septembre  | San Asensio – Santander                                | Étape de plaine             | 223,5            | Gianluca Pianegonda | Gianluca Pianegonda          |
| 3e étape  | mar. 5 septembre  | Santander – Alto del Naranco                           | Étape accidentée            | 206              | Laurent Jalabert    | Laurent Jalabert             |
| 4e étape  | mer. 6 septembre  | Tapia de Casariego – La Corogne                        | Étape de plaine             | 82,6             | Marcel Wüst         | Laurent Jalabert             |
| 5e étape  | jeu. 7 septembre  | La Corogne – Orense                                    | Étape de plaine             | 179,8            | Laurent Jalabert    | Laurent Jalabert             |
| 6e étape  | ven. 8 septembre  | Orense – Zamora                                        | Étape de plaine             | 264              | Nicola Minali       | Laurent Jalabert             |
| 7e étape  | sam. 9 septembre  | Salamanque                                             | Contre-la-montre individuel | 41               | Abraham Olano       | Laurent Jalabert             |
| 8e étape  | dim. 10 septembre | Salamanque – Ávila                                     | Étape de montagne           | 219,8            | Laurent Jalabert    | Laurent Jalabert             |
| 9e étape  | lun. 11 septembre | Ávila – Ségovie                                        | Étape de montagne           | 122,5            | Jesper Skibby       | Laurent Jalabert             |
| 10e étape | mar. 12 septembre | Cordoue - Séville                                      | Étape de plaine             | 187              | Jeroen Blijlevens   | Laurent Jalabert             |
| 11e étape | mer. 13 septembre | Séville – Marbella                                     | Étape de plaine             | 187              | Nicola Minali       | Laurent Jalabert             |
| 12e étape | jeu. 14 septembre | Marbella – Sierra Nevada                               | Étape de montagne           | 238              | Bert Dietz          | Laurent Jalabert             |
| 13e étape | ven. 15 septembre | Olula del Río – Murcie                                 | Étape accidentée            | 181              | Christian Henn      | Laurent Jalabert             |
| 14e étape | sam. 16 septembre | Elche – Valence                                        | Étape de plaine             | 207              | Marcel Wüst         | Laurent Jalabert             |
| 15e étape | dim. 17 septembre | Barcelone – Barcelone - Stade olympique Lluís-Companys | Étape accidentée            | 154              | Laurent Jalabert    | Laurent Jalabert             |
|           | lun. 18 septembre |                                                        | Jour de repos               | Journée de repos | Journée de repos    | Journée de repos             |
| 16e étape | mar. 19 septembre | Tàrrega – Pla de Beret                                 | Étape de montagne           | 197,3            | Alex Zülle          | Laurent Jalabert             |
| 17e étape | mer. 20 septembre | Salardu – Luz-Ardiden                                  | Étape de montagne           | 179,2            | Laurent Jalabert    | Laurent Jalabert             |
| 18e étape | jeu. 21 septembre | Luz-Saint-Sauveur – Sabiñánigo                         | Étape de montagne           | 157,8            | Assiat Saitov       | Laurent Jalabert             |
| 19e étape | ven. 22 septembre | Sabiñánigo – Calatayud                                 | Étape de plaine             | 227,7            | Adriano Baffi       | Laurent Jalabert             |
| 20e étape | sam. 23 septembre | Alcalá de Henares                                      | Contre-la-montre individuel | 41,6             | Abraham Olano       | Laurent Jalabert             |
| 21e étape | dim. 24 septembre | Alcalá de Henares – Madrid                             | Étape de plaine             | 171,2            | Marcel Wüst         | Laurent Jalabert             |

## Classements

### Classement général
| \| Classement général \| Classement général \| Classement général \| Classement général \| Classement général \| \| Coureur \| Coureur \| Pays \| Équipe \| Temps \| \| ------------------ \| --------------------- \| ------------------ \| ---------------------------------------- \| ------------------ \| \| 1er \| Laurent Jalabert \| France \| ONCE \| 95 h 30 min 33 s \| \| 2e \| Abraham Olano \| Espagne \| Mapei-GB-Latexco \| + 4 min 22 s \| \| 3e \| Johan Bruyneel \| Belgique \| ONCE \| + 6 min 48 s \| \| 4e \| Melchor Mauri \| Espagne \| ONCE \| + 8 min 04 s \| \| 5e \| Richard Virenque \| France \| Festina-Lotus \| + 11 min 38 s \| \| 6e \| Roberto Pistore \| Italie \| Polti-Granarolo-Santini \| + 11 min 54 s \| \| 7e \| David García Marquina \| Espagne \| Banesto \| + 13 min 50 s \| \| 8e \| Daniel Clavero \| Espagne \| Artiach \| + 15 min 03 s \| \| 9e \| Michele Bartoli \| Italie \| Mercatone Uno-Saeco \| + 19 min 14 s \| \| 10e \| Stefano Della Santa \| Italie \| Mapei-GB-Latexco \| + 19 min 42 s \| \| 11e \| Marcos Serrano \| Espagne \| Kelme-Sureña-Avianca \| + 20 min 24 s \| \| 12e \| Félix García Casas \| Espagne \| Artiach \| + 21 min 18 s \| \| 13e \| Ángel Casero \| Espagne \| Banesto \| + 26 min 18 s \| \| 14e \| Orlando Rodrigues \| Portugal \| Artiach \| + 27 min 21 s \| \| 15e \| José Manuel Uría \| Espagne \| Castellblanch-Deportpublic-Otero-Mx Onda \| + 28 min 49 s \| \| 16e \| David Plaza \| Espagne \| Festina-Lotus \| + 29 min 20 s \| \| 17e \| Mauro Gianetti \| Suisse \| Polti-Granarolo-Santini \| + 30 min 12 s \| \| 18e \| Federico Echave \| Espagne \| Mapei-GB-Latexco \| + 31 min 04 s \| \| 19e \| Ramon García \| Espagne \| Artiach \| + 35 min 50 s \| \| 20e \| Alex Zülle \| Suisse \| ONCE \| + 37 min 49 s \| \| 21e \| Axel Merckx \| Belgique \| Motorola \| + 38 min 02 s \| \| 22e \| Piotr Ugrumov \| Lettonie \| Gewiss-Ballan \| + 38 min 02 s \| \| 23e \| Manuel Pascual Soler \| Espagne \| Artiach \| + 43 min 57 s \| \| 24e \| Oscar Pelliccioli \| Italie \| Polti-Granarolo-Santini \| + 45 min 26 s \| \| 25e \| Viatcheslav Ekimov \| Russie \| Novell \| + 46 min 48 s \| |                       |          |                                          |                  |
| |                       |          |                                          |                  |
| Source : ProCyclingStats |                       |          |                                          |                  |
| Classement général |                       |          |                                          |                  |
| Coureur | Coureur               | Pays     | Équipe                                   | Temps            |
| 1er | Laurent Jalabert      | France   | ONCE                                     | 95 h 30 min 33 s |
| 2e | Abraham Olano         | Espagne  | Mapei-GB-Latexco                         | + 4 min 22 s     |
| 3e | Johan Bruyneel        | Belgique | ONCE                                     | + 6 min 48 s     |
| 4e | Melchor Mauri         | Espagne  | ONCE                                     | + 8 min 04 s     |
| 5e | Richard Virenque      | France   | Festina-Lotus                            | + 11 min 38 s    |
| 6e | Roberto Pistore       | Italie   | Polti-Granarolo-Santini                  | + 11 min 54 s    |
| 7e | David García Marquina | Espagne  | Banesto                                  | + 13 min 50 s    |
| 8e | Daniel Clavero        | Espagne  | Artiach                                  | + 15 min 03 s    |
| 9e | Michele Bartoli       | Italie   | Mercatone Uno-Saeco                      | + 19 min 14 s    |
| 10e | Stefano Della Santa   | Italie   | Mapei-GB-Latexco                         | + 19 min 42 s    |
| 11e | Marcos Serrano        | Espagne  | Kelme-Sureña-Avianca                     | + 20 min 24 s    |
| 12e | Félix García Casas    | Espagne  | Artiach                                  | + 21 min 18 s    |
| 13e | Ángel Casero          | Espagne  | Banesto                                  | + 26 min 18 s    |
| 14e | Orlando Rodrigues     | Portugal | Artiach                                  | + 27 min 21 s    |
| 15e | José Manuel Uría      | Espagne  | Castellblanch-Deportpublic-Otero-Mx Onda | + 28 min 49 s    |
| 16e | David Plaza           | Espagne  | Festina-Lotus                            | + 29 min 20 s    |
| 17e | Mauro Gianetti        | Suisse   | Polti-Granarolo-Santini                  | + 30 min 12 s    |
| 18e | Federico Echave       | Espagne  | Mapei-GB-Latexco                         | + 31 min 04 s    |
| 19e | Ramon García          | Espagne  | Artiach                                  | + 35 min 50 s    |
| 20e | Alex Zülle            | Suisse   | ONCE                                     | + 37 min 49 s    |
| 21e | Axel Merckx           | Belgique | Motorola                                 | + 38 min 02 s    |
| 22e | Piotr Ugrumov         | Lettonie | Gewiss-Ballan                            | + 38 min 02 s    |
| 23e | Manuel Pascual Soler  | Espagne  | Artiach                                  | + 43 min 57 s    |
| 24e | Oscar Pelliccioli     | Italie   | Polti-Granarolo-Santini                  | + 45 min 26 s    |
| 25e | Viatcheslav Ekimov    | Russie   | Novell                                   | + 46 min 48 s    |

### Classements annexes
| Classement par points | Classement par points | Classement par points | Classement par points                    | Classement par points |
| Coureur               | Coureur               | Pays                  | Équipe                                   | Points                |
| --------------------- | --------------------- | --------------------- | ---------------------------------------- | --------------------- |
| 1er                   | Laurent Jalabert      | France                | ONCE                                     | 312 pts               |
| 2e                    | Abraham Olano         | Espagne               | Mapei-GB-Latexco                         | 195 pts               |
| 3e                    | Marcel Wüst           | Allemagne             | Castellblanch-Deportpublic-Otero-Mx Onda | 178 pts               |

| Classement par points | Classement par points | Classement par points | Classement par points                    | Classement par points |
| Coureur               | Coureur               | Pays                  | Équipe                                   | Points                |
| --------------------- | --------------------- | --------------------- | ---------------------------------------- | --------------------- |
| 1er                   | Laurent Jalabert      | France                | ONCE                                     | 312 pts               |
| 2e                    | Abraham Olano         | Espagne               | Mapei-GB-Latexco                         | 195 pts               |
| 3e                    | Marcel Wüst           | Allemagne             | Castellblanch-Deportpublic-Otero-Mx Onda | 178 pts               |

| Classement de la montagne | Classement de la montagne | Classement de la montagne | Classement de la montagne | Classement de la montagne |
| Coureur                   | Coureur                   | Pays                      | Équipe                    | Points                    |
| ------------------------- | ------------------------- | ------------------------- | ------------------------- | ------------------------- |
| 1er                       | Laurent Jalabert          | France                    | ONCE                      | 238 pts                   |
| 2e                        | Roberto Pistore           | Italie                    | Polti-Granarolo-Santini   | 124 pts                   |
| 3e                        | Alex Zülle                | Suisse                    | ONCE                      | 89 pts                    |

| Classement de la montagne | Classement de la montagne | Classement de la montagne | Classement de la montagne | Classement de la montagne |
| Coureur                   | Coureur                   | Pays                      | Équipe                    | Points                    |
| ------------------------- | ------------------------- | ------------------------- | ------------------------- | ------------------------- |
| 1er                       | Laurent Jalabert          | France                    | ONCE                      | 238 pts                   |
| 2e                        | Roberto Pistore           | Italie                    | Polti-Granarolo-Santini   | 124 pts                   |
| 3e                        | Alex Zülle                | Suisse                    | ONCE                      | 89 pts                    |

| Classement par équipes | Classement par équipes | Classement par équipes | Classement par équipes |
| Équipe                 | Équipe                 | Pays                   | Temps                  |
| ---------------------- | ---------------------- | ---------------------- | ---------------------- |
| 1re                    | ONCE                   | Espagne                |                        |

| Classement par équipes | Classement par équipes | Classement par équipes | Classement par équipes |
| Équipe                 | Équipe                 | Pays                   | Temps                  |
| ---------------------- | ---------------------- | ---------------------- | ---------------------- |
| 1re                    | ONCE                   | Espagne                |                        |

| Classement des sprints | Classement des sprints | Classement des sprints | Classement des sprints | Classement des sprints |
| Coureur                | Coureur                | Pays                   | Équipe                 | Points                 |
| ---------------------- | ---------------------- | ---------------------- | ---------------------- | ---------------------- |

| Classement des sprints | Classement des sprints | Classement des sprints | Classement des sprints | Classement des sprints |
| Coureur                | Coureur                | Pays                   | Équipe                 | Points                 |
| ---------------------- | ---------------------- | ---------------------- | ---------------------- | ---------------------- |

| Étape (Vainqueur)           | Classement général  | Classement par point | Classement de la montagne | Classement de la régularité | Classement par équipes |
| --------------------------- | ------------------- | -------------------- | ------------------------- | --------------------------- | ---------------------- |
| Prologue Abraham Olano      | Abraham Olano       | non decerné          | non decerné               | non decerné                 | Mapei GB               |
| 1re étape Nicola Minali     | Abraham Olano       | Laurent Jalabert     | Laurent Jalabert          |                             |                        |
| 2e étape G.Pianegonda       | Gianluca Pianegonda | Laurent Jalabert     | Laurent Jalabert          |                             |                        |
| 3e étape Laurent Jalabert   | Laurent Jalabert    | Laurent Jalabert     | Laurent Jalabert          |                             |                        |
| 4e étape Marcel Wüst        | Laurent Jalabert    | Laurent Jalabert     | Laurent Jalabert          |                             |                        |
| 5e étape Laurent Jalabert   | Laurent Jalabert    | Laurent Jalabert     | Laurent Jalabert          |                             |                        |
| 6e étape Nicola Minali      | Laurent Jalabert    | Laurent Jalabert     | Laurent Jalabert          |                             |                        |
| 7e étape Abraham Olano      | Laurent Jalabert    | Laurent Jalabert     | Laurent Jalabert          |                             |                        |
| 8e étape Laurent Jalabert   | Laurent Jalabert    | Laurent Jalabert     | Laurent Jalabert          |                             |                        |
| 9e étape Jesper Skibby      | Laurent Jalabert    | Laurent Jalabert     | Laurent Jalabert          |                             |                        |
| 10e étape Jeroen Blijlevens | Laurent Jalabert    | Laurent Jalabert     | Laurent Jalabert          |                             |                        |
| 11e étape Nicola Minali     | Laurent Jalabert    | Laurent Jalabert     | Laurent Jalabert          |                             |                        |
| 12e étape Bert Dietz        | Laurent Jalabert    | Laurent Jalabert     | Laurent Jalabert          |                             |                        |
| 13e étape Christian Henn    | Laurent Jalabert    | Laurent Jalabert     | Laurent Jalabert          |                             |                        |
| 14e étape Marcel Wüst       | Laurent Jalabert    | Laurent Jalabert     | Laurent Jalabert          |                             |                        |
| 15e étape Laurent Jalabert  | Laurent Jalabert    | Laurent Jalabert     | Laurent Jalabert          |                             |                        |
| 16e étape Alex Zülle        | Laurent Jalabert    | Laurent Jalabert     | Laurent Jalabert          |                             |                        |
| 17e étape Laurent Jalabert  | Laurent Jalabert    | Laurent Jalabert     | Laurent Jalabert          |                             |                        |
| 18e étape Assiat Saitov     | Laurent Jalabert    | Laurent Jalabert     | Laurent Jalabert          |                             |                        |
| 19e étape Adriano Baffi     | Laurent Jalabert    | Laurent Jalabert     | Laurent Jalabert          |                             |                        |
| 20e étape Abraham Olano     | Laurent Jalabert    | Laurent Jalabert     | Laurent Jalabert          |                             |                        |
| 21e étape Marcel Wüst       | Laurent Jalabert    | Laurent Jalabert     | Laurent Jalabert          | Steffen Wesemann            | ONCE                   |

## Liste des partants
| Mapei-GB-Latexco MAP | Mapei-GB-Latexco MAP         | Mapei-GB-Latexco MAP |
| -------------------- | ---------------------------- | -------------------- |
| Num                  | Coureur                      | Pos                  |
| 1                    | Adriano Baffi (ITA)          | 67e                  |
| 2                    | Manuel Beltrán (ESP)         | 41e                  |
| 3                    | Bart Leysen (BEL)            | 78e                  |
| 4                    | Stefano Della Santa (ITA)    | 10e                  |
| 5                    | Federico Echave (ESP)        | 18e                  |
| 6                    | Jon Unzaga (ESP)             | AB-13                |
| 7                    | Manuel Fernández Ginés (ESP) | AB-14                |
| 8                    | Abraham Olano (ESP)          | 2e                   |
| 9                    | Miguel Ángel Peña (ESP)      | 35e                  |

| Artiach ___ | Artiach ___                     | Artiach ___ |
| ----------- | ------------------------------- | ----------- |
| Num         | Coureur                         | Pos         |
| 11          | Daniel Clavero (ESP)            | 8e          |
| 12          | Félix García Casas (ESP)        | 12e         |
| 13          | Ramon García (ESP)              | 19e         |
| 14          | Orlando Rodrigues (POR)         | 14e         |
| 15          | José Manuel García García (ESP) | 34e         |
| 16          | Manuel Pascual Soler (ESP)      | 23e         |
| 17          | Assiat Saitov (RUS)             | 52e         |
| 18          | Antonio Sánchez (ESP)           | 44e         |
| 19          | José Luis Santamaría (ESP)      | AB-6        |

| Banesto BAN | Banesto BAN                  | Banesto BAN |
| ----------- | ---------------------------- | ----------- |
| Num         | Coureur                      | Pos         |
| 21          | José Ramón Uriarte (ESP)     | 63e         |
| 22          | Ángel Casero (ESP)           | 13e         |
| 23          | David García Marquina (ESP)  | 7e          |
| 24          | Marino Alonso (ESP)          | 46e         |
| 25          | Erwin Nijboer (NED)          | 74e         |
| 26          | Carmelo Miranda (ESP)        | 51e         |
| 27          | Ramón González Arrieta (ESP) | DQ-4        |
| 28          | Jesús Montoya (ESP)          | 37e         |
| 29          | Vicente Aparicio (ESP)       | AB-8        |

| Carrera Jeans-Tassoni ___ | Carrera Jeans-Tassoni ___ | Carrera Jeans-Tassoni ___ |
| ------------------------- | ------------------------- | ------------------------- |
| Num                       | Coureur                   | Pos                       |
| 31                        | Marco Pantani (ITA)       | NP-17                     |
| 32                        | Leonardo Sierra (VEN)     | DQ-4                      |
| 33                        | Remo Rossi (ITA)          | 111e                      |
| 34                        | Peter Luttenberger (AUT)  | AB-12                     |
| 35                        | Mario Mantovan (ITA)      | AB-8                      |
| 36                        | Marco Artunghi (ITA)      | AB-13                     |
| 37                        | Filippo Simeoni (ITA)     | 118e                      |
| 38                        | Stefano Cembali (ITA)     | 87e                       |
| 39                        | Mario Chiesa (ITA)        | 112e                      |

| Castellblanch-Deportpublic-Otero-Mx Onda ___ | Castellblanch-Deportpublic-Otero-Mx Onda ___ | Castellblanch-Deportpublic-Otero-Mx Onda ___ |
| -------------------------------------------- | -------------------------------------------- | -------------------------------------------- |
| Num                                          | Coureur                                      | Pos                                          |
| 41                                           | Eleuterio Anguita (ESP)                      | AB-8                                         |
| 42                                           | Francisco Cerezo (ESP)                       | 53e                                          |
| 43                                           | Tom Cordes (NED)                             | 86e                                          |
| 44                                           | José Manuel Uría (ESP)                       | 15e                                          |
| 45                                           | José Antonio Espinosa Hernández (ESP)        | 57e                                          |
| 46                                           | Alfredo Irusta Sampedro (ESP)                | 80e                                          |
| 47                                           | Carlos Maya (VEN)                            | 47e                                          |
| 48                                           | Claus Michael Møller (DEN)                   | 38e                                          |
| 49                                           | Marcel Wüst (GER)                            | 93e                                          |

| Chazal-MBK-König ___ | Chazal-MBK-König ___        | Chazal-MBK-König ___ |
| -------------------- | --------------------------- | -------------------- |
| Num                  | Coureur                     | Pos                  |
| 51                   | Jean-François Bernard (FRA) | AB-3                 |
| 52                   | Miguel Arroyo (MEX)         | AB-5                 |
| 53                   | Jean-Pierre Bourgeot (FRA)  | AB-9                 |
| 54                   | Pascal Chanteur (FRA)       | 85e                  |
| 55                   | Jimmy Delbove (FRA)         | AB-14                |
| 56                   | Gilles Delion (FRA)         | AB-5                 |
| 57                   | Martial Locatelli (FRA)     | 94e                  |
| 58                   | Philippe Louviot (FRA)      | AB-2                 |
| 59                   | Bruno Cornillet (FRA)       | AB-8                 |

| Euskadi EUS | Euskadi EUS                         | Euskadi EUS |
| ----------- | ----------------------------------- | ----------- |
| Num         | Coureur                             | Pos         |
| 61          | Ibon Ajuria (ESP)                   |             |
| 62          | Íñigo Cuesta (ESP)                  | AB-15       |
| 63          | Thierry Elissalde (FRA)             | AB-9        |
| 64          | Asier Guenetxea (ESP)               | AB-12       |
| 65          | Álvaro González de Galdeano (ESP)   | 72e         |
| 66          | Juan Carlos González Salvador (ESP) | AB-17       |
| 67          | Iñigo González de Heredia (ESP)     | 70e         |
| 68          | Roberto Laiseka (ESP)               | 76e         |
| 69          | Roberto Lezaun (ESP)                | 100e        |

| Gan C.A | Gan C.A                   | Gan C.A |
| ------- | ------------------------- | ------- |
| Num     | Coureur                   | Pos     |
| 71      | Nicolas Aubier (FRA)      | AB-5    |
| 72      | Jean-Claude Colotti (FRA) | AB-8    |
| 73      | Didier Rous (FRA)         | AB-12   |
| 74      | Pascal Deramé (FRA)       | AB-1    |
| 75      | Thierry Gouvenou (FRA)    | 97e     |
| 76      | Pascal Lance (FRA)        | AB-16   |
| 77      | Arnaud Prétot (FRA)       | 81e     |
| 78      | Eddy Seigneur (FRA)       | AB-5    |
| 79      | Cédric Vasseur (FRA)      | 69e     |

| Gewiss-Ballan ___ | Gewiss-Ballan ___      | Gewiss-Ballan ___ |
| ----------------- | ---------------------- | ----------------- |
| Num               | Coureur                | Pos               |
| 81                | Vladislav Bobrik (RUS) | NP-21             |
| 82                | Ermanno Brignoli (ITA) | 28e               |
| 83                | Ivan Cerioli (ITA)     | AB-8              |
| 84                | Giorgio Furlan (ITA)   | AB-7              |
| 85                | Nicola Minali (ITA)    | AB-15             |
| 86                | Jon Odriozola (ESP)    | AB-6              |
| 87                | Bjarne Riis (DEN)      | NP-10             |
| 88                | Piotr Ugrumov (LAT)    | 22e               |
| 89                | Stefano Zanini (ITA)   | AB-8              |

| Kelme-Sureña-Avianca KEL | Kelme-Sureña-Avianca KEL         | Kelme-Sureña-Avianca KEL |
| ------------------------ | -------------------------------- | ------------------------ |
| Num                      | Coureur                          | Pos                      |
| 91                       | Francisco Benítez (ESP)          | 30e                      |
| 92                       | Francisco Cabello (ESP)          | 64e                      |
| 93                       | Juan Carlos Domínguez (ESP)      | 65e                      |
| 94                       | Martín Farfán (COL)              | AB-14                    |
| 95                       | Ignacio García Camacho (ESP)     | 54e                      |
| 96                       | José Luis Rodríguez García (ESP) | 68e                      |
| 97                       | José Luis Sánchez (ESP)          | 59e                      |
| 98                       | Marcos Serrano (ESP)             | 11e                      |
| 99                       | José Ángel Vidal (ESP)           | 77e                      |

| Festina-Lotus FES | Festina-Lotus FES         | Festina-Lotus FES |
| ----------------- | ------------------------- | ----------------- |
| Num               | Coureur                   | Pos               |
| 101               | Richard Virenque (FRA)    | 5e                |
| 102               | Pascal Hervé (FRA)        | 39e               |
| 103               | Jean-Cyril Robin (FRA)    | AB-8              |
| 104               | Valerio Tebaldi (ITA)     | 56e               |
| 105               | Roberto Torres (ESP)      | AB-12             |
| 106               | Juan Rodrigo Arenas (ESP) | 36e               |
| 107               | David Plaza (ESP)         | 16e               |
| 108               | Joona Laukka (FIN)        | NP-15             |
| 109               | Stéphane Goubert (FRA)    | 26e               |

| Motorola ___ | Motorola ___           | Motorola ___ |
| ------------ | ---------------------- | ------------ |
| Num          | Coureur                | Pos          |
| 111          | Frankie Andreu (USA)   | AB-16        |
| 112          | Kevin Livingston (USA) | 106e         |
| 113          | George Hincapie (USA)  | 110e         |
| 114          | Álvaro Mejía (COL)     | AB-5         |
| 115          | Axel Merckx (BEL)      | 21e          |
| 116          | Kaspars Ozers (LAT)    | 101e         |
| 117          | Andrea Peron (ITA)     | 79e          |
| 118          | Johnny Weltz (DEN)     | 90e          |
| 119          | Cezary Zamana (POL)    | 109e         |

| Novell ___ | Novell ___                     | Novell ___ |
| ---------- | ------------------------------ | ---------- |
| Num        | Coureur                        | Pos        |
| 121        | Djamolidine Abdoujaparov (UZB) | NP-5       |
| 122        | Michael Boogerd (NED)          | 42e        |
| 123        | Eddy Bouwmans (NED)            | 27e        |
| 124        | Viatcheslav Ekimov (RUS)       | 25e        |
| 125        | Rob Mulders (NED)              | AB-14      |
| 126        | Dainis Ozols (LAT)             | 50e        |
| 127        | Sven Teutenberg (GER)          | 113e       |
| 128        | Edwig Van Hooydonck (BEL)      | 102e       |
| 129        | Henk Vogels (AUS)              | 114e       |

| ONCE ONC | ONCE ONC                     | ONCE ONC |
| -------- | ---------------------------- | -------- |
| Num      | Coureur                      | Pos      |
| 131      | Johan Bruyneel (BEL)         | 3e       |
| 132      | Herminio Díaz Zabala (ESP)   | 58e      |
| 133      | José Roberto Sierra (ESP)    | 55e      |
| 134      | Laurent Jalabert (FRA)       | 1er      |
| 135      | Alberto Leanizbarrutia (ESP) | 43e      |
| 136      | Melchor Mauri (ESP)          | 4e       |
| 137      | Oliverio Rincón (COL)        | 62e      |
| 138      | Neil Stephens (AUS)          | 29e      |
| 139      | Alex Zülle (SUI)             | 20e      |

| Polti-Granarolo-Santini PLT | Polti-Granarolo-Santini PLT | Polti-Granarolo-Santini PLT |
| --------------------------- | --------------------------- | --------------------------- |
| Num                         | Coureur                     | Pos                         |
| 141                         | Íñigo Chaurreau (ESP)       | 84e                         |
| 142                         | Mauro Gianetti (SUI)        | 17e                         |
| 143                         | Mirko Gualdi (ITA)          | AB-16                       |
| 144                         | Mirko Crepaldi (ITA)        | 91e                         |
| 145                         | Sergueï Outschakov (UKR)    | AB-8                        |
| 146                         | Oscar Pelliccioli (ITA)     | 24e                         |
| 147                         | Gianluca Pianegonda (ITA)   | AB-9                        |
| 148                         | Roberto Pistore (ITA)       | 6e                          |
| 149                         | Mario Scirea (ITA)          | AB-12                       |

| Mercatone Uno-Saeco MER | Mercatone Uno-Saeco MER   | Mercatone Uno-Saeco MER |
| ----------------------- | ------------------------- | ----------------------- |
| Num                     | Coureur                   | Pos                     |
| 151                     | Michele Bartoli (ITA)     | 9e                      |
| 152                     | Ruggero Borghi (ITA)      | 60e                     |
| 153                     | Simone Biasci (ITA)       | AB-8                    |
| 154                     | Paolo Fornaciari (ITA)    | 66e                     |
| 155                     | Eros Poli (ITA)           | 105e                    |
| 156                     | Rosario Fina (ITA)        | 49e                     |
| 157                     | Giuseppe Calcaterra (ITA) | 115e                    |
| 158                     | Giuseppe Petito (ITA)     | 71e                     |
| 159                     | Antonio Politano (ITA)    | NP-7                    |

| Santa Clara-Cadena Master ___ | Santa Clara-Cadena Master ___  | Santa Clara-Cadena Master ___ |
| ----------------------------- | ------------------------------ | ----------------------------- |
| Num                           | Coureur                        | Pos                           |
| 161                           | Romes Gainetdinov (RUS)        | 61e                           |
| 162                           | Jordi Gilabert (ESP)           | AB-8                          |
| 163                           | Javier Pascual Rodríguez (ESP) | 96e                           |
| 164                           | Manuel Rodriguez (ESP)         | 33e                           |
| 165                           | Eloy Santamarta (ESP)          | AB-8                          |
| 166                           | Dimitri Tcherkachine (RUS)     | 95e                           |
| 167                           | José Francisco Jarque (ESP)    | 82e                           |
| 168                           | Iñaki Aiarzaguena (ESP)        | 40e                           |
| 169                           | Andrei Zintchenko (RUS)        | NP-7                          |

| Sicasal-Acral ___ | Sicasal-Acral ___              | Sicasal-Acral ___ |
| ----------------- | ------------------------------ | ----------------- |
| Num               | Coureur                        | Pos               |
| 171               | Manuel Luis Abreu Campos (POR) | 75e               |
| 172               | Michael Andersson (SWE)        | 98e               |
| 173               | Vítor Gamito (POR)             | AB-8              |
| 174               | Joaquim Gomes (POR)            | AB-5              |
| 175               | Carlos Pinho (POR)             | 88e               |
| 176               | Carlos Carneiro (POR)          | AB-14             |
| 177               | Gonçalo Amorim (POR)           | AB-12             |
| 178               | Serafim Vieira (POR)           | 73e               |
| 179               | Ricardo Felgueiras (POR)       | AB-8              |

| Deutsche Telekom-Merckx-Audi ___ | Deutsche Telekom-Merckx-Audi ___ | Deutsche Telekom-Merckx-Audi ___ |
| -------------------------------- | -------------------------------- | -------------------------------- |
| Num                              | Coureur                          | Pos                              |
| 181                              | Rolf Aldag (GER)                 | AB-11                            |
| 182                              | Gerd Audehm (GER)                | AB-7                             |
| 183                              | Bert Dietz (GER)                 | 32e                              |
| 184                              | Christian Henn (GER)             | 45e                              |
| 185                              | Kai Hundertmarck (GER)           | 89e                              |
| 186                              | Mario Kummer (GER)               | 107e                             |
| 187                              | Jan Ullrich (GER)                | NP-15                            |
| 188                              | Steffen Wesemann (GER)           | 99e                              |
| 189                              | Erik Zabel (GER)                 | AB-15                            |

| TVM-Polis Direct ___ | TVM-Polis Direct ___        | TVM-Polis Direct ___ |
| -------------------- | --------------------------- | -------------------- |
| Num                  | Coureur                     | Pos                  |
| 191                  | Jeroen Blijlevens (NED)     | AB-14                |
| 192                  | Tristan Hoffman (NED)       | 116e                 |
| 193                  | Peter Meinert-Nielsen (DEN) | 31e                  |
| 194                  | Peter Van Petegem (BEL)     | 104e                 |
| 195                  | Roland Meier (SUI)          | 108e                 |
| 196                  | Raymond Thebes (NED)        | 117e                 |
| 197                  | Servais Knaven (NED)        | 103e                 |
| 198                  | Jesper Skibby (DEN)         | 48e                  |
| 199                  | Martin van Steen (NED)      | 92e                  |

| Mapei-GB-Latexco MAP | Mapei-GB-Latexco MAP         | Mapei-GB-Latexco MAP |
| -------------------- | ---------------------------- | -------------------- |
| Num                  | Coureur                      | Pos                  |
| 1                    | Adriano Baffi (ITA)          | 67e                  |
| 2                    | Manuel Beltrán (ESP)         | 41e                  |
| 3                    | Bart Leysen (BEL)            | 78e                  |
| 4                    | Stefano Della Santa (ITA)    | 10e                  |
| 5                    | Federico Echave (ESP)        | 18e                  |
| 6                    | Jon Unzaga (ESP)             | AB-13                |
| 7                    | Manuel Fernández Ginés (ESP) | AB-14                |
| 8                    | Abraham Olano (ESP)          | 2e                   |
| 9                    | Miguel Ángel Peña (ESP)      | 35e                  |

| Artiach ___ | Artiach ___                     | Artiach ___ |
| ----------- | ------------------------------- | ----------- |
| Num         | Coureur                         | Pos         |
| 11          | Daniel Clavero (ESP)            | 8e          |
| 12          | Félix García Casas (ESP)        | 12e         |
| 13          | Ramon García (ESP)              | 19e         |
| 14          | Orlando Rodrigues (POR)         | 14e         |
| 15          | José Manuel García García (ESP) | 34e         |
| 16          | Manuel Pascual Soler (ESP)      | 23e         |
| 17          | Assiat Saitov (RUS)             | 52e         |
| 18          | Antonio Sánchez (ESP)           | 44e         |
| 19          | José Luis Santamaría (ESP)      | AB-6        |

| Banesto BAN | Banesto BAN                  | Banesto BAN |
| ----------- | ---------------------------- | ----------- |
| Num         | Coureur                      | Pos         |
| 21          | José Ramón Uriarte (ESP)     | 63e         |
| 22          | Ángel Casero (ESP)           | 13e         |
| 23          | David García Marquina (ESP)  | 7e          |
| 24          | Marino Alonso (ESP)          | 46e         |
| 25          | Erwin Nijboer (NED)          | 74e         |
| 26          | Carmelo Miranda (ESP)        | 51e         |
| 27          | Ramón González Arrieta (ESP) | DQ-4        |
| 28          | Jesús Montoya (ESP)          | 37e         |
| 29          | Vicente Aparicio (ESP)       | AB-8        |

| Carrera Jeans-Tassoni ___ | Carrera Jeans-Tassoni ___ | Carrera Jeans-Tassoni ___ |
| ------------------------- | ------------------------- | ------------------------- |
| Num                       | Coureur                   | Pos                       |
| 31                        | Marco Pantani (ITA)       | NP-17                     |
| 32                        | Leonardo Sierra (VEN)     | DQ-4                      |
| 33                        | Remo Rossi (ITA)          | 111e                      |
| 34                        | Peter Luttenberger (AUT)  | AB-12                     |
| 35                        | Mario Mantovan (ITA)      | AB-8                      |
| 36                        | Marco Artunghi (ITA)      | AB-13                     |
| 37                        | Filippo Simeoni (ITA)     | 118e                      |
| 38                        | Stefano Cembali (ITA)     | 87e                       |
| 39                        | Mario Chiesa (ITA)        | 112e                      |

| Castellblanch-Deportpublic-Otero-Mx Onda ___ | Castellblanch-Deportpublic-Otero-Mx Onda ___ | Castellblanch-Deportpublic-Otero-Mx Onda ___ |
| -------------------------------------------- | -------------------------------------------- | -------------------------------------------- |
| Num                                          | Coureur                                      | Pos                                          |
| 41                                           | Eleuterio Anguita (ESP)                      | AB-8                                         |
| 42                                           | Francisco Cerezo (ESP)                       | 53e                                          |
| 43                                           | Tom Cordes (NED)                             | 86e                                          |
| 44                                           | José Manuel Uría (ESP)                       | 15e                                          |
| 45                                           | José Antonio Espinosa Hernández (ESP)        | 57e                                          |
| 46                                           | Alfredo Irusta Sampedro (ESP)                | 80e                                          |
| 47                                           | Carlos Maya (VEN)                            | 47e                                          |
| 48                                           | Claus Michael Møller (DEN)                   | 38e                                          |
| 49                                           | Marcel Wüst (GER)                            | 93e                                          |

| Chazal-MBK-König ___ | Chazal-MBK-König ___        | Chazal-MBK-König ___ |
| -------------------- | --------------------------- | -------------------- |
| Num                  | Coureur                     | Pos                  |
| 51                   | Jean-François Bernard (FRA) | AB-3                 |
| 52                   | Miguel Arroyo (MEX)         | AB-5                 |
| 53                   | Jean-Pierre Bourgeot (FRA)  | AB-9                 |
| 54                   | Pascal Chanteur (FRA)       | 85e                  |
| 55                   | Jimmy Delbove (FRA)         | AB-14                |
| 56                   | Gilles Delion (FRA)         | AB-5                 |
| 57                   | Martial Locatelli (FRA)     | 94e                  |
| 58                   | Philippe Louviot (FRA)      | AB-2                 |
| 59                   | Bruno Cornillet (FRA)       | AB-8                 |

| Euskadi EUS | Euskadi EUS                         | Euskadi EUS |
| ----------- | ----------------------------------- | ----------- |
| Num         | Coureur                             | Pos         |
| 61          | Ibon Ajuria (ESP)                   |             |
| 62          | Íñigo Cuesta (ESP)                  | AB-15       |
| 63          | Thierry Elissalde (FRA)             | AB-9        |
| 64          | Asier Guenetxea (ESP)               | AB-12       |
| 65          | Álvaro González de Galdeano (ESP)   | 72e         |
| 66          | Juan Carlos González Salvador (ESP) | AB-17       |
| 67          | Iñigo González de Heredia (ESP)     | 70e         |
| 68          | Roberto Laiseka (ESP)               | 76e         |
| 69          | Roberto Lezaun (ESP)                | 100e        |

| Gan C.A | Gan C.A                   | Gan C.A |
| ------- | ------------------------- | ------- |
| Num     | Coureur                   | Pos     |
| 71      | Nicolas Aubier (FRA)      | AB-5    |
| 72      | Jean-Claude Colotti (FRA) | AB-8    |
| 73      | Didier Rous (FRA)         | AB-12   |
| 74      | Pascal Deramé (FRA)       | AB-1    |
| 75      | Thierry Gouvenou (FRA)    | 97e     |
| 76      | Pascal Lance (FRA)        | AB-16   |
| 77      | Arnaud Prétot (FRA)       | 81e     |
| 78      | Eddy Seigneur (FRA)       | AB-5    |
| 79      | Cédric Vasseur (FRA)      | 69e     |

| Gewiss-Ballan ___ | Gewiss-Ballan ___      | Gewiss-Ballan ___ |
| ----------------- | ---------------------- | ----------------- |
| Num               | Coureur                | Pos               |
| 81                | Vladislav Bobrik (RUS) | NP-21             |
| 82                | Ermanno Brignoli (ITA) | 28e               |
| 83                | Ivan Cerioli (ITA)     | AB-8              |
| 84                | Giorgio Furlan (ITA)   | AB-7              |
| 85                | Nicola Minali (ITA)    | AB-15             |
| 86                | Jon Odriozola (ESP)    | AB-6              |
| 87                | Bjarne Riis (DEN)      | NP-10             |
| 88                | Piotr Ugrumov (LAT)    | 22e               |
| 89                | Stefano Zanini (ITA)   | AB-8              |

| Kelme-Sureña-Avianca KEL | Kelme-Sureña-Avianca KEL         | Kelme-Sureña-Avianca KEL |
| ------------------------ | -------------------------------- | ------------------------ |
| Num                      | Coureur                          | Pos                      |
| 91                       | Francisco Benítez (ESP)          | 30e                      |
| 92                       | Francisco Cabello (ESP)          | 64e                      |
| 93                       | Juan Carlos Domínguez (ESP)      | 65e                      |
| 94                       | Martín Farfán (COL)              | AB-14                    |
| 95                       | Ignacio García Camacho (ESP)     | 54e                      |
| 96                       | José Luis Rodríguez García (ESP) | 68e                      |
| 97                       | José Luis Sánchez (ESP)          | 59e                      |
| 98                       | Marcos Serrano (ESP)             | 11e                      |
| 99                       | José Ángel Vidal (ESP)           | 77e                      |

| Festina-Lotus FES | Festina-Lotus FES         | Festina-Lotus FES |
| ----------------- | ------------------------- | ----------------- |
| Num               | Coureur                   | Pos               |
| 101               | Richard Virenque (FRA)    | 5e                |
| 102               | Pascal Hervé (FRA)        | 39e               |
| 103               | Jean-Cyril Robin (FRA)    | AB-8              |
| 104               | Valerio Tebaldi (ITA)     | 56e               |
| 105               | Roberto Torres (ESP)      | AB-12             |
| 106               | Juan Rodrigo Arenas (ESP) | 36e               |
| 107               | David Plaza (ESP)         | 16e               |
| 108               | Joona Laukka (FIN)        | NP-15             |
| 109               | Stéphane Goubert (FRA)    | 26e               |

| Motorola ___ | Motorola ___           | Motorola ___ |
| ------------ | ---------------------- | ------------ |
| Num          | Coureur                | Pos          |
| 111          | Frankie Andreu (USA)   | AB-16        |
| 112          | Kevin Livingston (USA) | 106e         |
| 113          | George Hincapie (USA)  | 110e         |
| 114          | Álvaro Mejía (COL)     | AB-5         |
| 115          | Axel Merckx (BEL)      | 21e          |
| 116          | Kaspars Ozers (LAT)    | 101e         |
| 117          | Andrea Peron (ITA)     | 79e          |
| 118          | Johnny Weltz (DEN)     | 90e          |
| 119          | Cezary Zamana (POL)    | 109e         |

| Novell ___ | Novell ___                     | Novell ___ |
| ---------- | ------------------------------ | ---------- |
| Num        | Coureur                        | Pos        |
| 121        | Djamolidine Abdoujaparov (UZB) | NP-5       |
| 122        | Michael Boogerd (NED)          | 42e        |
| 123        | Eddy Bouwmans (NED)            | 27e        |
| 124        | Viatcheslav Ekimov (RUS)       | 25e        |
| 125        | Rob Mulders (NED)              | AB-14      |
| 126        | Dainis Ozols (LAT)             | 50e        |
| 127        | Sven Teutenberg (GER)          | 113e       |
| 128        | Edwig Van Hooydonck (BEL)      | 102e       |
| 129        | Henk Vogels (AUS)              | 114e       |

| ONCE ONC | ONCE ONC                     | ONCE ONC |
| -------- | ---------------------------- | -------- |
| Num      | Coureur                      | Pos      |
| 131      | Johan Bruyneel (BEL)         | 3e       |
| 132      | Herminio Díaz Zabala (ESP)   | 58e      |
| 133      | José Roberto Sierra (ESP)    | 55e      |
| 134      | Laurent Jalabert (FRA)       | 1er      |
| 135      | Alberto Leanizbarrutia (ESP) | 43e      |
| 136      | Melchor Mauri (ESP)          | 4e       |
| 137      | Oliverio Rincón (COL)        | 62e      |
| 138      | Neil Stephens (AUS)          | 29e      |
| 139      | Alex Zülle (SUI)             | 20e      |

| Polti-Granarolo-Santini PLT | Polti-Granarolo-Santini PLT | Polti-Granarolo-Santini PLT |
| --------------------------- | --------------------------- | --------------------------- |
| Num                         | Coureur                     | Pos                         |
| 141                         | Íñigo Chaurreau (ESP)       | 84e                         |
| 142                         | Mauro Gianetti (SUI)        | 17e                         |
| 143                         | Mirko Gualdi (ITA)          | AB-16                       |
| 144                         | Mirko Crepaldi (ITA)        | 91e                         |
| 145                         | Sergueï Outschakov (UKR)    | AB-8                        |
| 146                         | Oscar Pelliccioli (ITA)     | 24e                         |
| 147                         | Gianluca Pianegonda (ITA)   | AB-9                        |
| 148                         | Roberto Pistore (ITA)       | 6e                          |
| 149                         | Mario Scirea (ITA)          | AB-12                       |

| Mercatone Uno-Saeco MER | Mercatone Uno-Saeco MER   | Mercatone Uno-Saeco MER |
| ----------------------- | ------------------------- | ----------------------- |
| Num                     | Coureur                   | Pos                     |
| 151                     | Michele Bartoli (ITA)     | 9e                      |
| 152                     | Ruggero Borghi (ITA)      | 60e                     |
| 153                     | Simone Biasci (ITA)       | AB-8                    |
| 154                     | Paolo Fornaciari (ITA)    | 66e                     |
| 155                     | Eros Poli (ITA)           | 105e                    |
| 156                     | Rosario Fina (ITA)        | 49e                     |
| 157                     | Giuseppe Calcaterra (ITA) | 115e                    |
| 158                     | Giuseppe Petito (ITA)     | 71e                     |
| 159                     | Antonio Politano (ITA)    | NP-7                    |

| Santa Clara-Cadena Master ___ | Santa Clara-Cadena Master ___  | Santa Clara-Cadena Master ___ |
| ----------------------------- | ------------------------------ | ----------------------------- |
| Num                           | Coureur                        | Pos                           |
| 161                           | Romes Gainetdinov (RUS)        | 61e                           |
| 162                           | Jordi Gilabert (ESP)           | AB-8                          |
| 163                           | Javier Pascual Rodríguez (ESP) | 96e                           |
| 164                           | Manuel Rodriguez (ESP)         | 33e                           |
| 165                           | Eloy Santamarta (ESP)          | AB-8                          |
| 166                           | Dimitri Tcherkachine (RUS)     | 95e                           |
| 167                           | José Francisco Jarque (ESP)    | 82e                           |
| 168                           | Iñaki Aiarzaguena (ESP)        | 40e                           |
| 169                           | Andrei Zintchenko (RUS)        | NP-7                          |

| Sicasal-Acral ___ | Sicasal-Acral ___              | Sicasal-Acral ___ |
| ----------------- | ------------------------------ | ----------------- |
| Num               | Coureur                        | Pos               |
| 171               | Manuel Luis Abreu Campos (POR) | 75e               |
| 172               | Michael Andersson (SWE)        | 98e               |
| 173               | Vítor Gamito (POR)             | AB-8              |
| 174               | Joaquim Gomes (POR)            | AB-5              |
| 175               | Carlos Pinho (POR)             | 88e               |
| 176               | Carlos Carneiro (POR)          | AB-14             |
| 177               | Gonçalo Amorim (POR)           | AB-12             |
| 178               | Serafim Vieira (POR)           | 73e               |
| 179               | Ricardo Felgueiras (POR)       | AB-8              |

| Deutsche Telekom-Merckx-Audi ___ | Deutsche Telekom-Merckx-Audi ___ | Deutsche Telekom-Merckx-Audi ___ |
| -------------------------------- | -------------------------------- | -------------------------------- |
| Num                              | Coureur                          | Pos                              |
| 181                              | Rolf Aldag (GER)                 | AB-11                            |
| 182                              | Gerd Audehm (GER)                | AB-7                             |
| 183                              | Bert Dietz (GER)                 | 32e                              |
| 184                              | Christian Henn (GER)             | 45e                              |
| 185                              | Kai Hundertmarck (GER)           | 89e                              |
| 186                              | Mario Kummer (GER)               | 107e                             |
| 187                              | Jan Ullrich (GER)                | NP-15                            |
| 188                              | Steffen Wesemann (GER)           | 99e                              |
| 189                              | Erik Zabel (GER)                 | AB-15                            |

| TVM-Polis Direct ___ | TVM-Polis Direct ___        | TVM-Polis Direct ___ |
| -------------------- | --------------------------- | -------------------- |
| Num                  | Coureur                     | Pos                  |
| 191                  | Jeroen Blijlevens (NED)     | AB-14                |
| 192                  | Tristan Hoffman (NED)       | 116e                 |
| 193                  | Peter Meinert-Nielsen (DEN) | 31e                  |
| 194                  | Peter Van Petegem (BEL)     | 104e                 |
| 195                  | Roland Meier (SUI)          | 108e                 |
| 196                  | Raymond Thebes (NED)        | 117e                 |
| 197                  | Servais Knaven (NED)        | 103e                 |
| 198                  | Jesper Skibby (DEN)         | 48e                  |
| 199                  | Martin van Steen (NED)      | 92e                  |